# Enrique Gimbernat
Enrique Gimbernat Ordeig (Sevilla, 7 de mayo de 1938) es un jurista español, catedrático y experto en Derecho Penal.

## Reseña biográfica
Hijo de catalanes y nacido en Sevilla, se crio en Madrid, donde estudió en el Instituto Ramiro de Maeztu. Terminada la licenciatura en Derecho en la Universidad Complutense de Madrid a los veintiún años, se trasladó a la Universidad de Hamburgo en la que se doctoró en Derecho, rindiendo su examen rigorosum en enero de 1963.  Por su tesis sobre la teoría de la causalidad adecuada, recibió la calificación magna cum laude (1963). A su regreso a España supo que Quintano Ripollés, autor de Derecho Penal de la culpa y Derecho Penal Internacional e Internacional Penal, acababa de sacar la cátedra de Derecho Penal. Tras dirigirse a él, se doctoró en la Universidad de Madrid con Premio Extraordinario gracias a una tesis sobre los delitos cualificados por el resultado y sobre los aspectos de la cualificación por el resultado en el Derecho Penal español.
Ha sido decano de la facultad de Derecho de la Universidad de Alcalá de Henares (1978-1983). Director del Departamento de Derecho Penal de la Universidad Complutense de Madrid (1989-1997, 1999). Vocal de la Junta Electoral Central (1977-1982). Vocal permanente de la Comisión General de Codificación desde 1978. Desde 1983 es director de la revista "Anuario de Derecho Penal y Ciencias Penales". Es miembro del Colegio Libre de Eméritos.
Con motivo de su 70 cumpleaños se publicó la obra "Estudios Penales en Homenaje a Enrique Gimbernat", Madrid 2008, con contribuciones de más de 100 penalistas de España, Alemania, Argentina, Colombia, Chile, Italia y México.
Desde la década de 1980 es catedrático de Derecho Penal en la Facultad de Derecho de la Universidad Complutense de Madrid, habiéndolo sido anteriormente de las Universidades de Salamanca y de Alcalá de Henares. Con motivo de su jubilación en 2008, se le designó catedrático emérito de dicha Universidad. Escribe frecuentemente en la prensa diaria artículos sobre su especialidad.
En su obra se ha mostrado crítico con los excesos del Derecho penal español. Ejerce la profesión, como abogado asociado, en el despacho "Gimbernat, Estudio Jurídico", de Madrid.

## Distinciones
- Es doctor honoris causa por la Universidad de Múnich, (1999), por la Universidad Juárez Autónoma de Tabasco (2000), por el Instituto Nacional de Ciencias Penales de México (2006), por la Universidad Michoacana de San Nicolás de Hidalgo (2006), por la Universidad Santa María de Caracas (2007) y por la Universidad de Huánuco, Perú (2016).[1]
- Está en posesión de la Gran Cruz de la Orden de San Raimundo de Peñafort (2003).[1]
- El aula 1 de la Facultad de Derecho de la Universidad de Alcalá de Henares lleva su nombre.[1]
- Ha recibido el Premio Scevola 2017 a la ética y a la calidad de los profesionales del Derecho.[2]
- Profesor de honor vitalicio de la Facultad de Derecho de la Universidad Complutense de Madrid.
- A propuesta del Departamento de Derecho Procesal y Derecho Penal, por acuerdo unánime de la Junta de Facultad, el aula 102 de la Facultad de Derecho de la Universidad Complutense de Madrid lleva el nombre de "Profesor Enrique Gimbernat Ordeig".

## Obras

### Libros
- Die innere und die äussere Problematik der inädaquaten Handlungen in der deutschen Strafrechtsdogmatik. Zugleich ein Beitrag zum Kausalproblem im Strafrecht, Hamburgo 1962, XXI + 174 pp.
- Delitos cualificados por el resultado y causalidad (1ª ed., Madrid 1966, 2ª ed., Madrid 1990, 3ª ed., Montevideo-Buenos Aires 2007)
- Autor y cómplice en Derecho penal (1ª ed., Madrid 1966, 2ª ed., Montevideo-Buenos Aires 2006).
- Tratado de la Parte Especial del Derecho Penal, de Quintano Ripollés, tomo I, vols. I y II, 2ª ed., puesta al día por Enrique Gimbernat, Madrid 1972.
- Código de las Leyes Penales (en colaboración con Carlos García Valdés), Madrid 1977.
- Introducción a la Parte General del Derecho Penal Español,  Madrid 1979.
- Das spanische Strafrecht, en: Das ausländiche Strafrecht der Gegenwart, Berlín 1982.
- Estudios de Derecho penal, Madrid ( 1ª ed., 1976, 2ª ed., 1981, 3ª ed., 1990)
- ¿Tiene un futuro la dogmática juridicopenal?, Editorial Temis, Bogotá 1983; 2ª ed., Ara Editores, Lima (Perú) 2009; 3ª ed., Universidad Nacional de San Marcos, Lima (2016)
- Concepto y método de la ciencia del Derecho penal, 1ª ed. Madrid, 1999; 2ª ed., San José de Costa Rica 2013; traducción brasileña, Sao Paulo 2002
- Ensayos Penales, Madrid 1999
- La causalidad en la omisión impropia y la llamada "omisión por comisión", Buenos Aires, 2003: reimpresión 2021.
- Estudios sobre el delito de omisión, México, 2004; 2ª ed., Montevideo-Buenos Aires 2013
- Imputación objetiva y conducta de la víctima, México, 2007.
- Estado de Derecho y Ley Penal, Madrid, 2009.
- Cursos causales irregulares e imputación objetiva, Montevideo-Buenos Aires 2011; reimpresión 2021.
- Beiträge zur Strafrechtswissenschaft. Handlung, Kausalität, Unterlassen, con prólogo de Claus Roxin, LIT Verlag, Berlín 2013.
- El comportamiento alternativo conforme a Derecho (este libro contiene también una "Autosemblanza" del autor), Montevideo-Buenos Aires 2017; 1ª reimpresión 2021; 2ª reimpresión 2024.
- El Derecho penal en el mundo, Aranzadi, Pamplona 2018.
- Imputação objetiva no Direito penal (São Paulo 2019).
- Estudios sobre el delito de omisión, 2ª ed. ampliada, Ciudad de México 2019.
- Concepto y método de la ciencia del Derecho penal, 2ª ed., Montevideo-Buenos Aires 2020.
- Presunción de inocencia, testigos de referencia y conspiración para delinquir, Santiago de Chile 2021.
- Código Penal, con la colaboración de Esteban Mestre, 32 ed., Madrid 2024.
- La amnistía en España Constitución y Estado de Derecho,1ª ed. La Coruña 2024 (Codirector, junto con Manuel Aragón y Agustín Ruiz Robredo, y autor de tres de los artículos). Hay una versión inglesa con  el título: Amnesty in Spain. Constitution and Rule of Law, La Coruña 2024.
- El proceso del procés, amnistías  indultos, sólo sí es sí y otros ensayos penales, Editorial Iustel, Madrid 2025.

### Últimos artículos aparecidos en publicaciones de la especialidad
- Imputación objetiva y conducta de la víctima, Revista de Derecho Penal (Argentina), 2010-1, pp. 107-188.
- El desistimiento en la tentativa acabada, Libro en Homenaje al Maestro Álvaro Bunster, México D. F., 2010, pp. 221-228.
- Rechtsgüter und Gefühle, Goltdammer's Archiv für Strafrecht 5/2011 (Festgabe für Claus Roxin zum 80. Geburtstag), pp. 284-294
- Cursos causales irregulares. Estudio de uno de sus supuestos, Estudios de Derecho penal. En memoria del Prof. Juan Bustos Ramírez, México D. F. 2011, pp. 111-140.
- Evolución del concepto de dolo eventual en la doctrina y en la jurisprudencia españolas, Libro en Homenaje a Eberhard Struensee, Buenos Aires 2011, pp. 241-252.
- Capítulo I, Origen de las penas, Beccaria, 250 años después, Montevideo-Buenos Aires 2011, pp. 13-28.
- Riesgo permitido y comisión por omisión imprudente, Humanizar y renovar el Derecho penal, Estudios en memoria de Enrique Cury, santiago de Chile 2013, pp. 583-618. [Publicado también en La Ley Penal, dic. 2011, pp. 70-87, y en Jurisprudencia de Casación Penal, 6/2012 (Argentina), pp. 49-101].
- Cursos causales irregulares e imputación objetiva, Anuario de Derecho Penal y Ciencias Penales, 2010, pp. 15-94.
- Los delitos contra la intimidad en el Derecho español (pp. 211-218), Dos periodistas en el banquillo (pp. 317-322), Protección penal de la libertad de expresión e información, Valencia 2012.
- Atypische Kausalverläufe und objektive Zurechnung, Festschrift für Imme Roxin, Freiburg i. Br. 2012, pp. 137-148.
- Hans Joachim Hirsch (1929-2011), Anuario de Derecho Penal y Ciencias Penales 2011, pp. 5-9.
- Los orígenes de la teoría de la imputación objetiva, Libro Homenaje al Profesor Luis Rodríguez Ramos, Valencia 2013, pp. 95-116.
- ¿Se puede imputar objetivamente al delincuente que se está fugando las muertes o lesiones que se autocausen los policías que le persiguen?, Estudios Penales en Homenaje al Profesor Rodrigo Fabio Suárez Montes, Oviedo 2013, pp. 289-301.
- El origen de las penas en Beccaria y su vigencia actual, Constitución y Desarrollo Político. Estudios en Homenaje al Profesor Jorge de Esteban, Valencia 2013, pp. 139-157.
- Der Pockenarztfall, Grundlagen und Dogmatik des gesamten Strafrechtssystemas. Festschrift für Wolfgang Frisch zum 70. Geburtstag, Berlín 2013, pp. 291-297
- El caso de los perseguidores, Libro Homenaje al Profesor Nodier Agudelo Betancur, Bogotá 2013, pp. 561-576
- Strafrechtliche Gleichbehandlung der Mitwirkung an einer Selbstgefährdung und der einverständlichen Fremdgefährdung?, Festschrift für Jürgen Wolter zum 70.Geburtstag, Berlín 2013, pp. 389-402.
- Emilio Octavio de Toledo y Ubieto (23 de julio de 1948-17 de mayo de 2013), Anuario de Derecho Penal y Ciencias Penales 2013, pp. 5-12.
- Die omissio libera in causa, Festschrift für Bernd Schünemann zum 70. Geburtstag, Berlín/Boston, 2014, pp. 351-362.
- A vueltas con la imputación objetiva, la participación delictiva, la omisión impropia y el Derecho penal de la culpabilidad, Dogmática del Derecho penal, tomo I, Lima (Perú), 2014, pp. 275-324.
- "Autor y cómplice en Derecho penal" medio siglo después, Jueces para la Democracia. noviembre/2014, pp. 56-70.
- Autosemblanza (Selbstdarstellung), Anuario de Derecho Penal y Ciencias Penales 2014, pp. 9-89.
- La aplicación dela "doctrina Botín" en delitos relacionados con la corrupción, en: Prevención y tratamiento punitivo de la corrupción en la contratación pública y privada (Castro/Otero, directores), Madrid 2016, pp. 83-94.
- La delimitación entre delitos de acción y delitos de omisión, Libro en Homenaje a Alfredo Etcheberry Orthusteguy; Santiago de Chile 2016, pp. 231-274.
- Teoría de la evitabilidad versus teoría del aumento del riesgo, Estudios penales en homenaje al profesor Emilio Octavio de Toledo y Ubieto, Madrid 2016, pp. 111-136.
- Sobre el vicio de fugitividad en el Derecho romano. Derecho, Justicia, Universidad. Liber amicorum de Andrés de la Oliva Santos, Madrid 2016, pp. 1365-1380.
- A propósito de la omissio libera in causa, Estudios de Derecho penal. Homenaje al profesor Miguel Bajo, Madrid 2016, pp. 91-102.
- La validez procesal como prueba de cargo de las grabaciones en las que una persona recoge las manifestaciones de su interlocutor y que acreditan la comisión de hechos delictivos, Anuario de Derecho Penal y Ciencias Penales 2016, pp. 15-23.
- Comportamiento típico e imputación del resultado, Estudios de Derecho penal. Homenaje al profesor Santiago Mir Puig, 2017, pp. 581-594.
- Das rechtmäßige Alternativverhalten, (Teil I [Parte I]), Goltdammer's Archiv für Strafrecht, 2/2018, pp. 65-76; Das rechtmäßige Alternativverhalten (Teil II [Parte II]), Goltdammer's Archiv für Strafrecht, 3/2018, pp. 127-136.
- Comportamiento alternativo conforme a Derecho y omisión impropia, Estudios Jurídico Penales y Criminológicos, En homenaje al Prof. Dr. Dr. h. c. mult. Lorenzo Morillas Cueva, Madrid 2018, pp. 273-292.
- Título VI. Del Poder Judicial, en: Homenaje a la Constitución, edición de Fernando Palmero, Madrid 2018, pp. 117-124.
- ""Contra la prisión permanente revisable", Anuario de Derecho Penal y Ciencias Penales 2018, pp. 491-498.
- "El procés en el Tribunal Supremo", El Cronista del Estado Social y Democrático de Derecho, núm 82-83 (octubre-noviembre de 2019), pp. 14-17.
- De nuevo sobre la heteropuesta en peligro consentida, Un juez para la democracia, Libro Homenaje a Perfecto Andrés Ibáñez, Madrid 2019. pp. 615-632.
- Die Aidsübertragung durch Geschlechtsverkehr als straflose Selbstgefährdung, Brücken bauen, Festschrift für Sancinetti, Berlín, 2020, pp. 419-526.
- En defensa de la teoría de la imputación objetiva contra sus detractores y —también— contra algunos de sus partidarios, Anuario de Derecho Penal y Ciencias Penales 2020, pp. 9-20.
- La responsabilidad de los miembros del Gobierno por Reales Decretos delictivos emanados del Consejo de Ministros, Estudios en Homenaje a la profesora Susana Huerta Tocildo, Madrid, 2020, pp. 431-440.
- In difensa della teoria dell'imputazione oggettiva contro i suoi detrattiori e -anche- contro alcuni dei suoi sostenitori, Criminalia, Annuario di scienze penalistiche 2020, pp.27-36
- En el cincuenta aniversario de la muerte de Luis Jiménez de Asúa, Anuario de Derecho Penal y Ciencias Penales 2021, pp. 45-53.
- ¿Hasta dónde llega la inviolabilidad del Rey? Las Garantías Penales. Un homenaje a Javier Boix Reig, Madrid 2021, pp. 193-214.
- La participación dolosa en una autopuesta en peligro con resultado de lesiones o de muerte, Una perspectiva global del Derecho penal. Libro Homenaje al profesor Dr. Joan J. Queralt Jiménez, Barcelona 2021, pp. 217-228.
- Crítica al Anteproyecto de Ley Orgánica de garantía integral de la libertad sexual, Homenagem a Luiz Flávio Gomes, Um diálogo do mestre com as ciencias criminais, São Paulo 2022, pp. 197-205.
- Indultos generales y amnistía, La amnistía en España, La Coruña 2024, pp. 75-78.
- Crítica al dictamen de Sumar sobre la amnistía, La amnistía en España, La Coruña 2024, pp. 221-224.
- Crítica a la Proposición de Ley de Amnistía, La amnistía en España, La Coruña 2024, pp. 333-339.